# Tiametoxam
A tiametoxam (thiamethoxam) egy neonikotinoid rovarölő szer, mely széles spektrumú hatásával számos rovarfaj ellen használatos. Használata a házi méhre is veszélyt jelenthet, emiatt 2013-ban az Európai Unió 2 évre betiltotta alkalmazását.

## Története
A tiametoxamot a Syngenta fejlesztette ki, azonban szabadalmi vitába bonyolódott a Bayerrel, amelynek más neonikotinoidokra, például az imidaclopridra vonatkozó aktív szabadalmai voltak. 2002-ben a vitát megegyezés követte, mely alapján a Syngenta 120 millió dollárért megszerezte a Bayertől a nemzetközi jogokat.

## Felhasználása
A tiametoxam egy általános rovarölő szer, ami a növényekben gyorsan felszívódik és eljut a növény minden részébe, ahol a rovarok táplálkozását akadályozza. A rovarok emésztőrendszerében is aktív, illetve közvetlen érintkezés esetén is. Blokkolja az idegsejtek közötti elektronátvitelt és ezáltal megbénítja a rovarokat.
A hatóanyag alkalmas a levéltetvek, tripszek, százlábúak, ezerlábúak, növényevő darazsak, termeszek, leveleket fogyasztó lárvák ellen.
A tiametoxam közepesen mérgező; normál felhasználás esetén nem jelent különlegesen nagy veszélyt. Az anyag ártalmas a méhekre, a vízi élőlényekre és a talajban élő organizmusokra is. 
A méhekre vonzó kultúrákban az Európai Bizottság 485/2013/EU rendelete két évre felfüggesztette a tiametoxam hatóanyagú növényvédő szerek vetőmag- vagy talajkezelés céljára történő felhasználását, az állománykezelést pedig a virágzás utáni alkalmazásra illetve növényházi alkalmazásra korlátozta.

## Fordítás
- Ez a szócikk részben vagy egészben  a   Thiamethoxam című angol Wikipédia-szócikk fordításán alapul.  Az eredeti cikk szerkesztőit annak laptörténete sorolja fel. Ez a jelzés csupán a megfogalmazás eredetét és a szerzői jogokat jelzi, nem szolgál a cikkben szereplő információk forrásmegjelöléseként.